# 秘密の森
「秘密の森」（ひみつのもり）は、1986年4月5日に発売された、石川ひとみの23枚目のシングル。

## 解説
- 石川の、渡辺プロダクションおよびキャニオン・レコード / NAVレコードでのキャリアにおける、最後の楽曲である。
- NHK総合テレビで放送された「レッツゴーヤング」で、1986年2月から4月6日放送回まで、「レッツヤンオリジナルソング」として毎週歌唱された。石川歌唱のレッツヤンオリジナルソングは1985年に太川陽介と共演した「あっぱれアカプルコ」以来2作目である。
- 石川は本楽曲について、それまで2年ほど無理して背伸びして歌うような曲が続いていたが、本作でようやく自分の歌いたい歌、やりたい音楽にめぐりあえたと語っている。担当プロデューサーの長岡和弘も、制作現場において、ディレクターの指示主導から、アーティストやアレンジャーの意向を尊重する方針に変わってきたため、「秘密の森」のような曲を出せる環境が整ったと証言している[1]。

## 収録曲
- 両楽曲共に、作詞：岩室先子／作曲・編曲：山田直毅

1. 秘密の森
2. KA・KU・RE・N・BO